# Habitatge al carrer Barcelona, 138 (Sant Vicenç dels Horts)
L'Habitatge al carrer Barcelona, 138 és una obra del municipi de Sant Vicenç dels Horts (Baix Llobregat) inclosa en l'Inventari del Patrimoni Arquitectònic de Catalunya.

## Descripció
Es tracta d'un edifici entre mitgeres amb planta baixa, dos pisos i terrat. La façana presenta una composició simètrica a partir de les obertures. Les portes i finestres són de llinda amb trencaaigües pla. Hi ha motllures ceràmiques i greca amb dibuix repetitiu de filigrana. Les obertures que il·luminen l'escala interior disposen de ventalles.
La casa és coronada per una petita cornisa ceràmica i un frontó amb combinació de nivells.

## Història
La porta d'accés tenia, originàriament, una ornamentació igual a la del coronament, però pels anys 1930-1939 va quedar malmesa i es va deixar l'acabat actual.